# Museo d'arte contemporanea Sannio
Il Museo d'Arte Contemporanea Sannio (acronimo ARCOS) si trova a Benevento.
Il nome del museo è stato scelto con un sondaggio sul sito web della Provincia di Benevento, ed è ispirato dall'aspetto della sua sede: gli ambienti del museo, alti fino a 5 m, sono coperti da volte e collegati da grandi archi.
I sotterranei del Palazzo del Governo, dopo essere serviti da rifugio antiaereo durante la seconda guerra mondiale, furono adibiti a deposito e tale rimasero fino al 1999, quando l'amministrazione provinciale presieduta da Carmine Nardone ne promosse il recupero per la loro destinazione a superficie espositiva.
I lavori hanno avuto inizio nel 2002, e son parte della più ampia attività di restauro del Palazzo del Governo, la cui progettazione e direzione, così come quella di realizzazione del museo, è stata affidata dalla Provincia di Benevento, all'epoca proprietaria dell'immobile, all'arch. Vittorio Maria Berruti.
L'intervento di rifunzionalizzazione museale del piano seminterrato, inizialmente ben più ridotto con l'obiettivo di dotare la città di un Museo di tipologia conservativa dei pezzi attualmente custoditi nei depositi del Museo del Sannio e non visibili al pubblico né agli studiosi, a seguito dell'acquisita disponibilità di ulteriori superfici, ha potuto virare verso la tipologia produttiva di Museo d'arte contemporanea, con l'obiettivo di contribuire al processo di costruzione nella Provincia di Benevento del polo di eccellenza museale (PEM) integrandosi con il museo del Sannio in piazza S. Sofia e con le altre nuove iniziative della Provincia quali:
Paleolab    museo geo-paleontologico           sito a Pietraroia
Musa        museo delle macchine agricole      sito a Piano Cappelle
Geobiolab   museo delle scienze naturali       sito a Pontecorvo
La superficie complessiva al piano seminterrato è risultata essere pari a circa 1470 m² in luogo dei circa 900 m² di progetto comprensivi dell'ingombro della saletta multimediale, oltre 180 m² circa per deposito e sala tecnica per complessivi 1550 m².
L'incremento delle superfici ha coinvolto anche il piano terra, con accesso dal Cortile di via Annunziata con l'inserimento di una buvette e l'ampliamento della libreria con una aggiunta di ulteriori 150 m² circa di superfici utili agli originari 300 m², per complessivi 450 m² circa.
Le volte e le mura in tufo o in tufo e pietrame calcareo o, ancora, in tufo e mattoni pieni, sono state lasciate senza intonaco quasi dappertutto. Infatti nel corso dei lavori, a seguito della rimozione degli strati di intonaco esistenti sulle pareti e sulle volte, in molti casi ammalorati e ormai strutturalmente inconsistenti, il progettista ha ritenuto di non procedere alla stesura di un nuovo intonaco bensì di conservare le murature con faccia a vista in modo da mettere a nudo la grana e la tessitura dei materiali: il trattamento dei giunti è stato eseguito con malta di calce additivata, nella cui composizione in luogo di inerti calcarei sono stati utilizzati granuli di tufo di spessore non superiore a mm 1, per conferirle lo stesso colore dei conci.
Completa l'intervento la realizzazione della pavimentazione continua in calcestruzzo armato con fibre e rete elettrosaldata e trattamento superficiale in resine, della scala di accesso al piano seminterrato e delle scale di raccordo tra i dislivelli interni, in pietra vesuviana, pannelli di lamiera decapata in ferro a vista e pedate in legno, di pannelli multistrato per il sostegni delle opere e di archi e plafoni in cartongesso per occultare le rete degli impianti di illuminazione, video sorveglianza, antincendi ed antintrusione.
Il piano fondale quindi, non più finito con intonaci, ma con esposizione a vista dei materiali costituenti le strutture portanti, vero e proprio museo inconsapevole, da discarica di materiali fognari liquidi e secchi del palazzo e della città, da deposito caotico di ogni tipo di suppellettile, di balle di documenti cartacei delle scuole e della Prefettura, di vespasiani in metallo e cemento, di lastre di pietra, di elementi di arredo lignei quali scrivanie letti e librerie, di tubazioni e materiali edilizi di ogni sorta, accumulati in un secolo di abbandono, si trasforma in contenitore per eventi d'arte contemporanea.
Arcos è stato inaugurato nel 2005 e alla sua direzione  è stato chiamato il critico d'arte Danilo Eccher. Il museo per ora non ha una propria collezione  ma espone mostre tematiche temporanee con opere di artisti italiani o internazionali. Dal 2013 ha assunto la direzione artistica Ferdinando Creta. Con la Direzione Eccher sono state prodotte le seguenti mostre: O Luna Tu… Il notturno come spazio della fantasia, 2005; Ai Confini della realtà. Arte, scienza e tecnologia, 2006; C’era una volta un re. La fiaba contemporanea, 2006/2007; La città che sale. We try to build the future, 2007; Les fleurs du mal, 2007/2008; ITALIA ITALIE ITALIEN ITALY WŁOCHY 2008; I paesaggi e la natura dell’arte, 2009; Artifici contemporanei e difformità barocche, 2009/2010.
Con la direzione artistica di Creta l’attenzione si è spostata su quanto accade in Campania, sui maestri degli anni cinquanta e sessanta, con le mostre In-Generazione, 2012/13, dedicata a Salvatore Paladino, Ombre ad Armando De Stefano, 2014, Verso l’Oltre a Mario Persico, 2015, e ancora agli anni ottanta e novanta sempre in Campania con la mostra Il Tempio dei segni con Angelo Casciello, 2013, Dentro e Fuori la pelle con gli artisti Biasiucci, Fermariello, Longobardi, Perino e Vele, Tatafiore, 2014, Enzo Esposito, 2015, Omaggio a Massimo Rao, 2016, Ondaperpetua con Ugo Levita, Rosaria Matarese e Giuseppe Rescigno 2017,Image à la sauvette con Eliana Petrizzi, Materiche geometrie con Mario Lanzione, 2018, Milot e i fratelli Vishka e Amir Sabet Azar, 2019, VENIRE PER AVERE / COME TO HAVE con Pietro Finelli, Moby dick, the unknow con Nicola Salvatore,Sconfinamenti Commistioni Nomadismi Accumulazioni Contaminazioni con Giovanni Dell'Acqua, 2019, Tracce d'Oriente con Lyu Jianfu, Dentro di me... con Laura Niola, Le stanze di Iside con Franco Marrocco, 2020, I primi giorni della creazione con Enrico Pinto, Epifanie/3 con Antonio Biasiucci, 2021, La materia del gesto con Carmine Di Ruggiero, Lo sguardo del collezionista. Trent'anni d'arte contemporanea nel Sannio, 2022.
Arcos con Creta, dopo un quinquennio un po’ introverso perché chiuso al dibattito territoriale, oggi, oltre ad essere un museo d’arte contemporanea con una sua riconoscibilità nazionale, riesce a fare una politica culturale attenta a ricostruire i tracciati e i percorsi più significativi delle esperienze artistiche in Campania.